# Bill's Tomato Game
Bill's Tomato Game est un jeu vidéo de puzzle développé et édité par Psygnosis en 1992 sur Amiga.
Le jeu propose un gameplay assez similaire à celui de The Incredible Machine, un jeu vidéo de Sierra On-Line sorti la même année.